# Agnes Allafi
Agnes Allafi (sinh ngày 21 tháng 1 năm 1959) là một chính trị gia và nhà xã hội học Chad.

## Tiểu sử
Cha của Allafi là một sĩ quan trong quân đội của François Tombalbaye cho đến năm 1975 và ông bị xử tử theo lệnh của Hissène Habré khi Habré nắm quyền kiểm soát N'Djamena vào tháng 10 năm 1982. Ngay sau khi Habré lên nắm quyền, chồng của Allafi đã bị cảnh sát bí mật của Habré giết chết. Sau cái chết của chồng, Allafi đã trốn sang Cameroon cùng gia đình.

## Giáo dục
Năm 1980, Allafi lấy bằng cử nhân tại Bongor. Sau khi tốt nghiệp, Allafi trở thành giáo viên từ năm 1981 đến 1982. Sau khi chuyển đến Bénin năm 1985, Allafi đã lấy bằng thạc sĩ xã hội học tại Đại học Quốc gia Bénin. Luận án của bà là về việc áp dụng điều 124 của hiến pháp Benin, đảm bảo quyền bình đẳng cho phụ nữ và nam giới.

## Chính trị
Allafi trở lại Chad sau khi chính phủ của Habré kết thúc vào năm 1990 và gia nhập Hội đồng lâm thời Cộng hòa, phục vụ trong Ủy ban dịch vụ y tế và xã hội. Bà cũng trở thành một trong những nữ lãnh đạo đầu tiên trong đảng Phong trào Cứu quốc. Allafi sau đó gia nhập Bộ Nông nghiệp vào năm 1992 và tiếp tục là một nhân viên của chính phủ vào đầu những năm 2000.

## Quyền phụ nữ
Allafi ủng hộ quyền của phụ nữ, và năm 1995, bà trở thành lãnh đạo của phái đoàn Chad tại Hội nghị Quốc tế về Phụ nữ Bắc Kinh. Từ tháng 1 năm 1998 đến tháng 12 năm 1999 và từ tháng 6 năm 2002 đến tháng 6 năm 2003, bà là Bộ trưởng Bộ Dịch vụ Xã hội. Allafi cũng đã tổ chức một hội nghị phụ nữ Chad vào năm 1999, tạo ra một cuộc họp kín của phụ nữ trong quốc hội Chad và tạo ra một quốc hội giả lập cho giới trẻ.